# Kleinpestitz
Kleinpestitz – osiedle Drezna, położone w południowej części miasta.
Miejscowość po raz pierwszy wzmiankowana w 1370 jako osada o słowiańskiej nazwie Pestewicz. Tuż po bitwie pod Dreznem w 1813 we wsi przebywał śmiertelnie ranny generał francuski Jean Victor Marie Moreau. W 1834 wieś zamieszkiwało 59 osób, a w 1910 – 118 osób. W kwietniu 1921 została włączona w granice Drezna. W Kleinpestitz zachowały się zabytkowe budynki, sięgające XVII-XIX w.
Kleinpestitz graniczy z osiedlami Zschertnitz, Mockritz, Kaitz, Coschütz, Plauen i Räcknitz.

Zabytkowa zabudowa
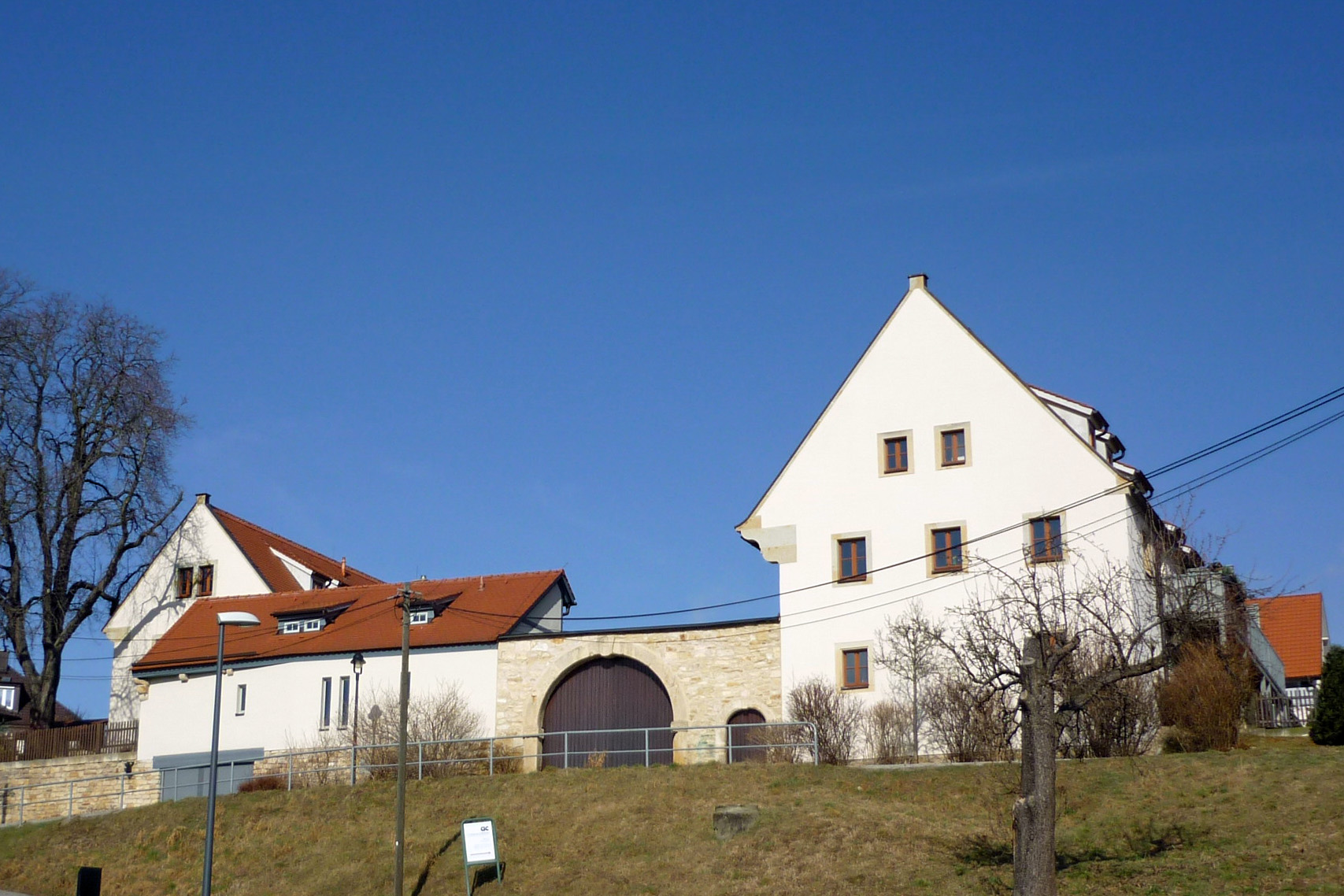
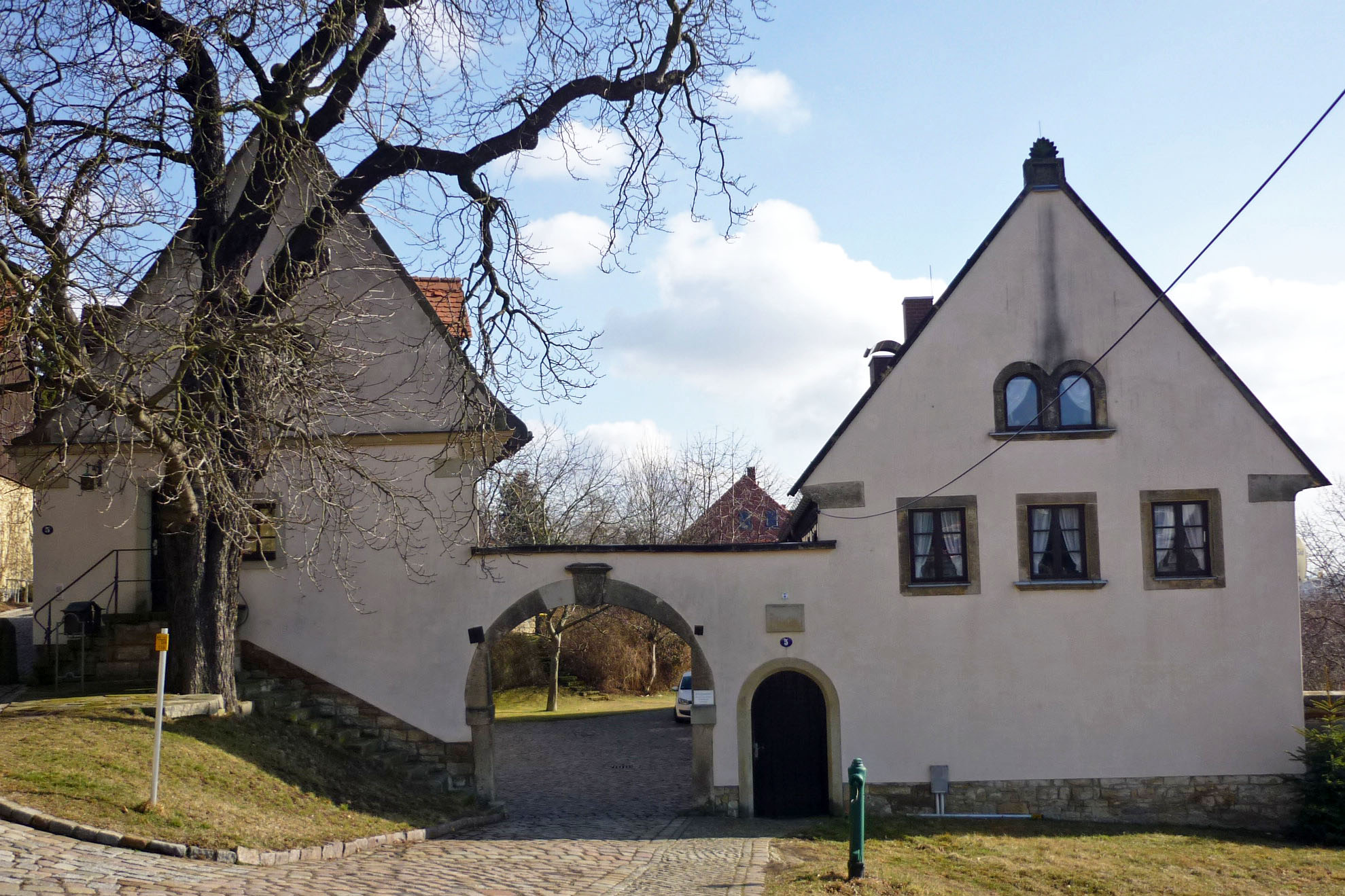
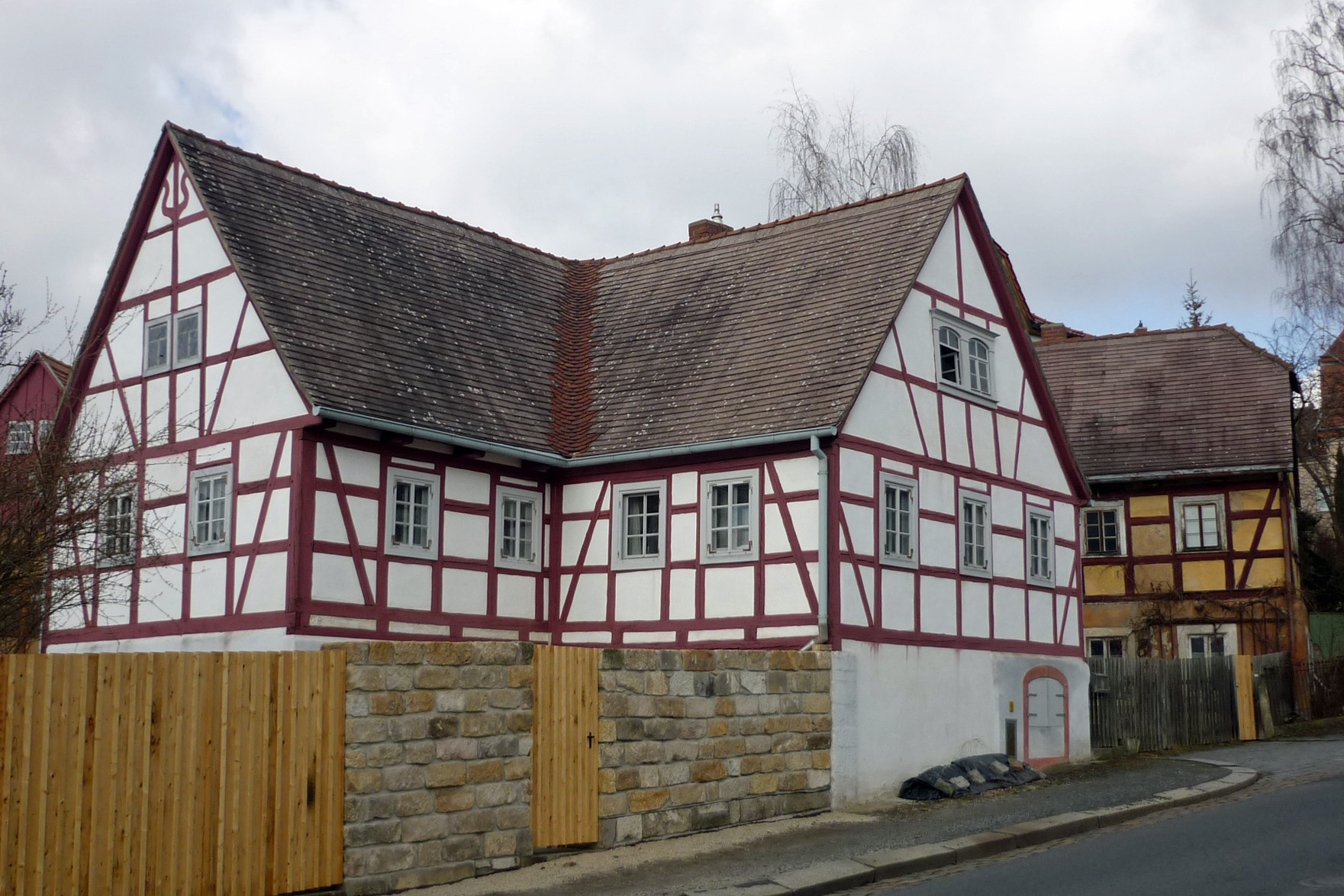
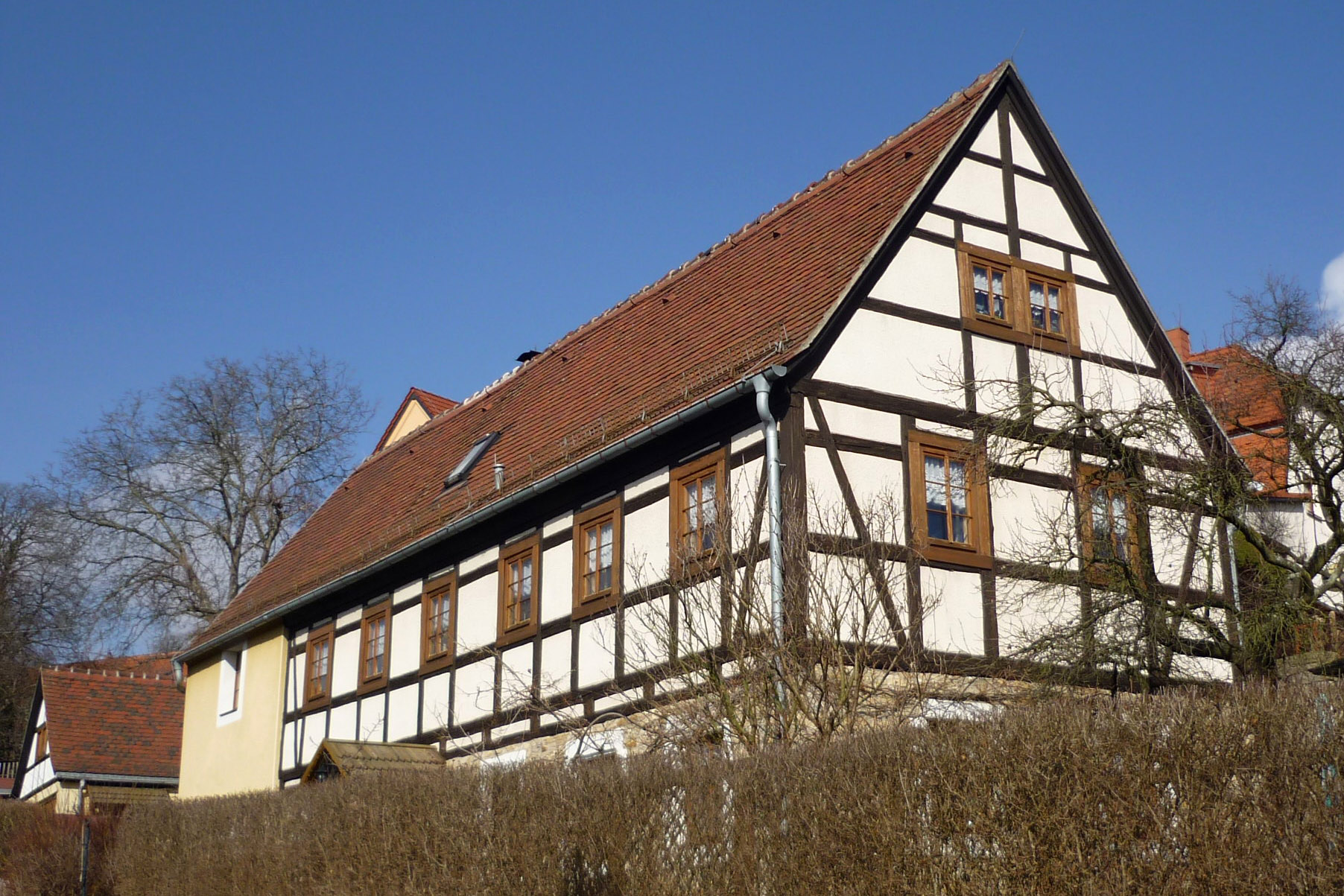